# Охоронні археологічні розкопки

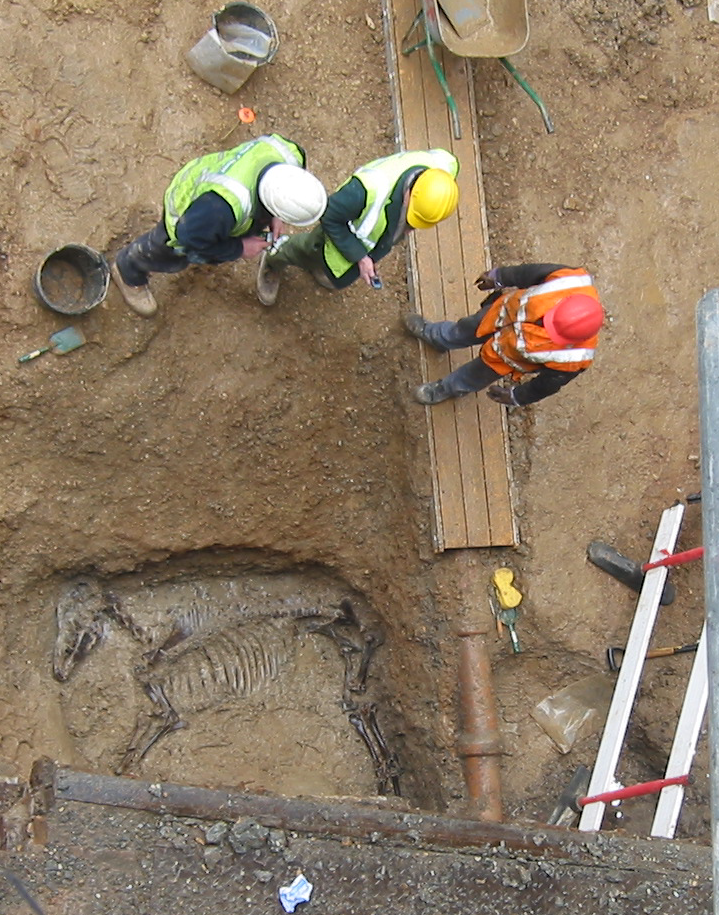
Могила коня в римському рові в самому центрі Лондона (Велика Британія)

Охоронні археологічні розкопки, яку іноді називають превентивною археологією, археологією порятунку, комерційною археологією, контрактною археологією або археологією відповідності, що підлягає державній санкції, комерційне археологічне обстеження та розкопки, що проводяться до будівництва тієї чи іншої забудови на різних земельних ділянках. Ці умови можуть включати, але не обмежуючись ними, наприклад, проекти автодоріг, капітальне будівництво, заплаву запропонованої греблі або навіть до початку війни. На відміну від традиційних обстежень та розкопок, так звану рятувальну археологію (охоронні археологічні розкопки) потрібно проводити якомога швидше і терміново. Охоронні археологічні розкопки входять до більш широких категорій, що стосуються управління культурними ресурсами (CRM) та управлінням культурною спадщиною (CHM).

## Особливості

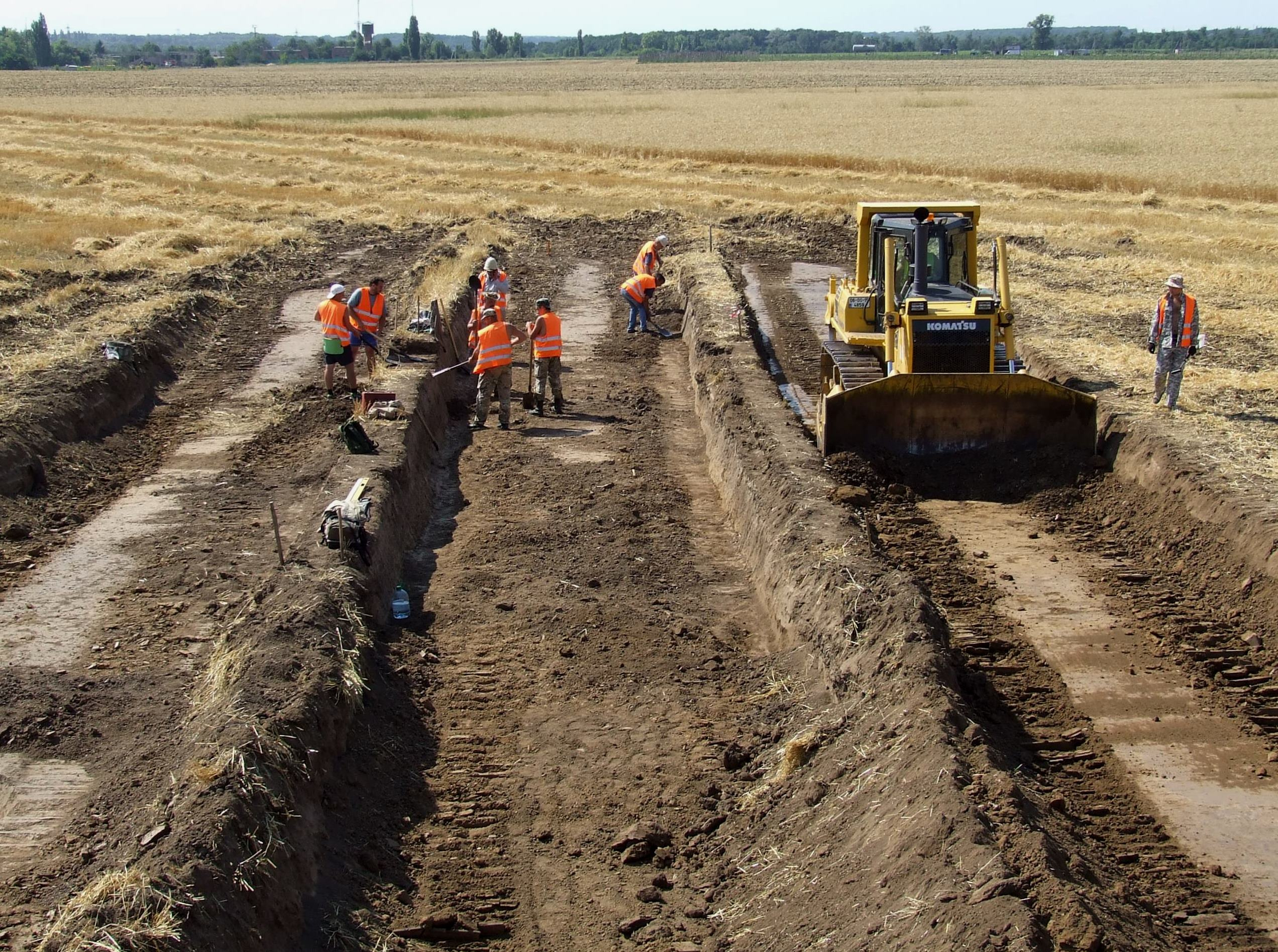
Охоронні археологічні розкопки на місці будівництва нової автодороги у передмісті Полтави у липні 2017 року

Охоронні археологічні розкопки, як правило, проводять, на місцях, які мають бути знищені, але іноді може включати в себе збереження in situ будь-яких знахідок або захисних заходів, що вживаються для збереження невикопаного місця під будівлею. Міські райони, де вже збудовані житла або плануються забудовуватись часто є кандидатами на проведення охоронних археологічних розкопках.
Основна увага під час організації даної роботи полягає у створенні організацій для проведення рятувальних розкопок відразу ж після того, як місцевість була порушена будівельною технікою. Археологи, головним чином, покладаються на добру волю забудовника, який має забезпечити можливість дослідити територію та знайти у культурному шарі залишки тієї чи іншої археологічної культури. При більш пізньому використанні може знадобитися археологічне обстеження шляхом планування процесу чи будівельного законодавства, як це стосується, наприклад, PPG 16 або PPS5 у Великій Британії чи NPPG5 у Шотландії. Загальні умови, необхідні органам планування, — це археологічне обстеження на місцях, спостереження за інструментами, ями для лопат, пробні траншеї та археологічні розкопки. Керівництво та стандарти практики у Великій Британії значною мірою контролюються через Інститут археологів.

### Україна
В Україні діє державне підприємство Науково-дослідний центр «Охоронна археологічна служба України» Інституту археології Національної академії наук України згідно дозволу Міністерства культури України. Для виконання пам'яткоохоронних робіт його фахівці готують дозвільні та інші документи згідно Законів України «Про охорону культурної спадщини» та «Про охорону археологічної спадщини».
Так, перед початком будівництва нової автодороги у пригороді Полтави у липні 2017 року були проведені охоронні археологічні розкопки. Ними керував археолог із 35-річним стажем, історіограф, музейник, кандидат історичних наук Олександр Супруненко, що від 1993 до 2016 років обіймав посаду директора Центру охорони та досліджень пам'яток археології управління культури Полтавської області, а з грудня 2016 року — директора Полтавського краєзнавчого музею імені В. Кричевського.
Також учені Лівобережної археологічної експедиції Інституту археології НАН України під керівництвом кандидата історичних наук А. Л. Казакова в ході охоронних археологічних розкопок на території Чернігова знайшли речі давньоруського часу, серед яких — хрестик, деталь хоросу, книжкова застібка, вістря стріл, шпильки та крейдяне яйце.
Крім того, науково-рятувальні археологічні роботи у 2017—2018 роках проводились на пам'ятках національного значення у селі Червоний Маяк Бериславського району на Херсонщині.

### Велика Британія
Контрактні або комерційні археологічні послуги виникли для задоволення потреб розробників та дотримання місцевих законів та правил планування. Наприклад, у Великій Британії в комерційній археології зайнято понад 3000 археологів.
Протягом багатьох років акцент робився на археологічних свідченнях у землі. Однак із посиленням інтересу до промислової археології рятувальну археологію потрібно розпочинати, дослідивши наявні залишки будівель, тобто перед знесенням.

## Термінологія
Термін і, власне, практика, охоронних археологічних розкопок (рятувальної археології) значною мірою обмежені у Північній Америці, Південній Америці, Західній Європі та Східній Азії, особливо США, Канаді, Великій Британії, Кореї та Японії. У багатьох європейських країнах, таких як, наприклад, Німеччина, практично не застосовуються рятувальні розкопки (хоча існує досить розвинута галузь дослідницької археології). Багато проєктів охоронних археологічних розкопок на Близькому Сході взагалі називають археологією порятунку.
У Північній Америці комерційна археологія іноді стосується вивчення споруд та артефактів, створених у зв'язку з популярною комерційною діяльністю, такими як заклади громадського харчування, мотелі, автозаправні станції тощо. Особлива увага приділяється торгівлі та транспорту, наслідкам діяльності суб'єктів ринкової економіки та космічної галузі, розвитку придорожнього бізнесу.

## Як професія
Хоча організації, які приймають контракти на проведення охоронних археологічних розкопок, є стабільними організаціями, археологи, які виконують фактичні польові роботи, головним чином, є прикладом вільнонайманих (мобільних) робітників. Вони працюють за будь-якої погоди та безпосередньо на місцевості, охоплюючи такі завдання, як збереження, розкопки, курація артефактів, обстеження на місцях, часто у складних умовах (наприклад, густі ліси, болота), і, як правило, працюють у жорсткі терміни, максимально швидко. Зважаючи на те, що результати більшої частини роботи, яка проводиться заздалегідь у процесі розробки, не публікується у рецензованих журналах, люди, які виконують фактичні дослідження, часто є анонімними та невідомими науці та суспільству.
«Shovelbum» (дослівно — лопатка) — це розмовний термін для професійних дослідників, що працюють у галузі охоронних археологічних розкопок у США.Так вони називають один одного, коли потрапляють безпосередньо на охоронні археологічні розкопки та рухаються від розкопок до розкопок. Оскільки охоронними археологічними розкопками та комерційною археологією зараз керують менеджери, польові працівники у будь-який момент мають переїжджати саме туди, де є робота, навіть не закінчивши один контракт, починати новий. Для професійних археологів «Shovelbum» зараз вважається обрядом посвячення у професію. Саме в цей час будь-який польовий археолог, який прагне бути професіоналом вивчає всі тонкощі археологічної діяльності.